# Krościenko Wyżne
Krościenko Wyżne ist ein im Powiat Krośnieński der Woiwodschaft Karpatenvorland in Polen. Es ist Sitz der gleichnamigen Landgemeinde mit etwa 5600 Einwohnern.

## Geographie
Der Ort liegt am Wisłok im Jasło-Krosno-Becken des Sanoker Flachlands. Die Nachbarorte sind die Stadt Krosno im Westen, Korczyna im Nordwesten, Kombornia im Nordosten, Iskrzynia im Osten, Targowiska im Süden, sowie Łężany im Südwesten.

## Geschichte
Der Ort wurde im Jahr 1386 als Croskon erstmals urkundlich erwähnt, danach als Croschin/Kroscenco (1408), Krossenko (1413), Maior Kroszenko (1417), Croszneczenko/Croszcenko (1424), Crosczenko (1425), Novum Croschenko (1433), Crossanko (1437), Crosschen (1439), Crosczenko sculteti (1448), Crosczienko Superioris (1481), Crosczenko (1515), Krossienko wyesz rzeczone Woytowskie (1565), Krościenko wyżne (1678), Krośćenko wyżne (1786), Krościenko wyższe (1794), Krościenko Wyżne (1883). Der Name Krościenko ist eine diminutive Form des Namens Krosno, das Adjektiv Wyżne bedeutet Ober und ist zu unterscheiden von Krościenko Niżne (etwa Nieder Krościenko) flussabwärts am Wisłok. Die Form Kroskon war eine Adaptation des slawischen Ortsnamens in die deutsche Sprache. Das Dorf, neben Haczów, gehörte am sichersten zur walddeutschen Sprachinsel, um die Stadt Krosno. In den Jahren 1437 bis 1444 wurden im örtlichen Gericht Deutsche, sowie Polen in beiden Sprachen gerichtet, jedoch der Terminus vulgariter (=gewöhnlich) wurde im Bezug auf deutsche Sprache benutzt, was auf die deutschsprachige Mehrheit deutet. Die Mehrheit der Nachnamen der Bauer waren auch im 15. Jahrhundert deutsch sowie im Inventar des Jahres 1523 und in der Revision des Jahres 1563. Die Deutsche Sprache überdauerte in Krościenko Wyżne zumindest bis zu den Jahren 1556 bis 1558. Das örtliche Bach wurde bis heute Flusy genannt. Die Bewohner des Dorfs wurden bis heute ochentole (nach Eichen-tal) von Nachbarn beschimpft.
Das Dorf gehörte zunächst zur Königreich Polen (ab 1569 Adelsrepublik Polen-Litauen), Woiwodschaft Ruthenien, Sanoker Land. Bei der Ersten Teilung Polens kam Krościenko Wyżne 1772 zum neuen Königreich Galizien und Lodomerien des habsburgischen Kaiserreichs (ab 1804). Ab dem Jahr 1855 gehörte Krościenko Wyżne zum Bezirk Krosno.
Nach dem Ende des Ersten Weltkriegs und dem Zusammenbruch der Habsburgermonarchie kam Krościenko Wyżne 1918 zu Polen. Unterbrochen wurde dies nur durch die deutsche Besetzung Polens im Zweiten Weltkrieg. Von 1975 bis 1998 gehörte Krościenko Wyżne zur Woiwodschaft Krosno.

## Sehenswürdigkeiten

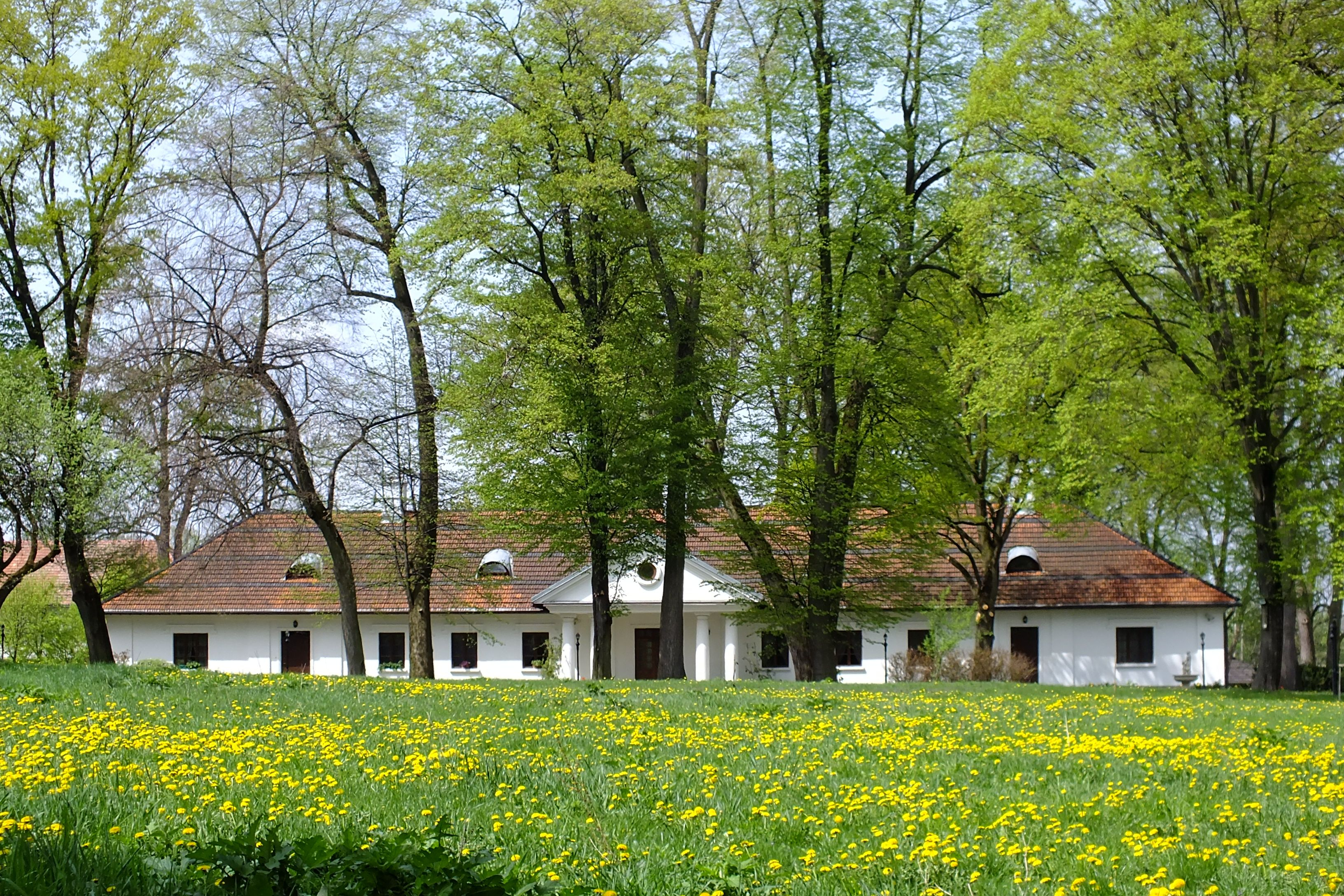
Gutshof

- Gutshof (1651)

## Gemeinde
Zur Landgemeinde (gmina wiejska) Krościenko Wyżne gehören das gleichnamige Dorf und Pustyny mit einem Schulzenamt.